# Liste der Kulturdenkmäler in Burgbrohl
In der Liste der Kulturdenkmäler in Burgbrohl sind alle Kulturdenkmäler der rheinland-pfälzischen Ortsgemeinde Burgbrohl einschließlich der Ortsteile Buchholz, Lützingen und Weiler aufgeführt. Grundlage ist die Denkmalliste des Landes Rheinland-Pfalz (Stand: 12. Juni 2023).

## Denkmalzonen
| Bezeichnung                   | Lage                                        | Baujahr | Beschreibung | Bild                           |
| ----------------------------- | ------------------------------------------- | ------- | --- | ------------------------------ |
| Denkmalzone Schloss Burgbrohl | Burgbrohl, Auf der Burg 1–5, 7, 11, 13 Lage | 1639    | ehemaliger Hauptbau: barocker Zweiflügelbau, bezeichnet 1639, 1879 erweitert; Torhaus oder ehemaliges Kellnereigebäude: hufeisenförmiger Mansardwalmdachbau, Rundtürme (älter?), Westflügel bezeichnet 1731; Ökonomietrakte, barocker Eingang und barockes Remisengebäude, teilweise mittelalterliches Mauerwerk | weitere Bilder Fotos hochladen |

## Einzeldenkmäler
| Bezeichnung                                                      | Lage                                                                                        | Baujahr                  | Beschreibung | Bild                           |
| ---------------------------------------------------------------- | ------------------------------------------------------------------------------------------- | ------------------------ | --- | ------------------------------ |
| Bahnhof Burgbrohl                                                | Burgbrohl, Brohltalstraße 19 Lage                                                           | um 1910                  | Schieferbruchsteinbau, Verladebahnhof und Fachwerkschuppen, um 1910 | weitere Bilder Fotos hochladen |
| Amtshaus                                                         | Burgbrohl, Brohltalstraße 97 Lage                                                           | 1775                     | siebenachsiger spätbarocker Mansardwalmdachbau, bezeichnet 1775 | Fotos hochladen                |
| Wegekreuz                                                        | Burgbrohl, Brohltalstraße, bei Nr. 111 Lage                                                 | 1690                     | Wegekreuz, bezeichnet 1690 | weitere Bilder Fotos hochladen |
| Wohnhaus                                                         | Burgbrohl, Brohltalstraße 136 Lage                                                          | um 1900/10               | Tuffquaderbau, Jugendstilornamentik, um 1900/10 | Fotos hochladen                |
| Wegekreuz                                                        | Burgbrohl, Brohltalstraße, bei Nr. 153 Lage                                                 | 1624                     | Wegekreuz, bezeichnet 1624 | weitere Bilder Fotos hochladen |
| Josefssäule                                                      | Burgbrohl, Brohltalstraße, Ecke Burgweg Lage                                                | 1786                     | spätbarocker Obelisk mit Skulptur, 1786 | Fotos hochladen                |
| Wegekreuz                                                        | Burgbrohl, Burgweg, Ecke Gleeser Straße Lage                                                |                          | Wegekreuz, Kreuzesdarstellung | BW                             |
| Kriegerdenkmal                                                   | Burgbrohl, Burgweg, Ecke Gleeser Straße Lage                                                |                          | Rundtempel, Bruchstein | weitere Bilder Fotos hochladen |
| Grabmäler                                                        | Burgbrohl, Gleeser Straße, auf dem Friedhof Lage                                            | 18. und 20. Jahrhundert  | acht Grabkreuze, 18. Jahrhundert; Grabmal André, neubarock, Anfang des 20. Jahrhunderts | BW                             |
| Alte Pfarrkirche                                                 | Burgbrohl, Gleeser Straße 1 Lage                                                            | 1771                     | ehemalige katholische Pfarrkirche; klassizistischer Bruchsteinsaalbau, bezeichnet 1771, vollendet 1794; zehn mittelalterliche Grabplatten; fünf Grabkreuze; Wegekreuz, Nischentyp, bezeichnet 1686                   | weitere Bilder Fotos hochladen |
| Katholische Pfarrkirche St. Johannes der Täufer und Dekulationis | Burgbrohl, Kirchstraße Lage                                                                 | 1907/08                  | neugotische Basilika, Basaltbruchstein, 1907/08, Architekten Lambert von Fisenne, Gelsenkirchen, und Pfeifer | weitere Bilder Fotos hochladen |
| Katholisches Pfarrhaus                                           | Burgbrohl, Kirchstraße 18 Lage                                                              |                          | Bruchsteinbau, Treppenturm; Gesamtanlage mit katholischer St.-Johannes-Kirche | weitere Bilder Fotos hochladen |
| Villa                                                            | Burgbrohl, Rhodiusstraße 7 Lage                                                             | um 1910                  | Walmdach-Villa, Basaltquader, um 1910; Gesamtanlage mit Garten | Fotos hochladen                |
| Evangelische Apostelkirche                                       | Burgbrohl, Rhodiusstraße 9 Lage                                                             | 1902/03                  | neuromanischer Saalbau, 1902/03 | weitere Bilder Fotos hochladen |
| Kapelle                                                          | Burgbrohl, Vitumhof, bei Nr. 21 Lage                                                        | 19. oder 20. Jahrhundert | Kapelle, 19. oder 20. Jahrhundert | Fotos hochladen                |
| Kaiserhalle                                                      | Burgbrohl, Wilhelm-Bell-Straße 11 Lage                                                      | 1896                     | Rundbau mit Kuppel und Laterne, erster Schalenbau der Moderne, 1896, Architekt Wilhelm Bell | weitere Bilder Fotos hochladen |
| Wegekreuz                                                        | Burgbrohl, östlich des Ortes an der B 412 am Tunnelportal; Distrikt Unten im Kreuzberg Lage | 1680                     | Wegekreuzfragment, bezeichnet 1680 | weitere Bilder Fotos hochladen |
| Brücke                                                           | Burgbrohl, östlich des Ortes an der B 412; Distrikt Unten im Kreuzberg Lage                 | um 1910                  | vierbogige Rundbogenbrücke der Schmalspurbahn, Bruchstein, um 1910 | weitere Bilder Fotos hochladen |
| Wegekapelle                                                      | Buchholz, neben Nr. 2 Lage                                                                  | um 1900                  | Putzbau, um 1900 | Fotos hochladen                |
| Propstei                                                         | Buchholz, zwischen Nr. 5 und 9 Lage                                                         | ab dem 12. Jahrhundert   | ehemalige Propstei der Benediktinerabtei St. Vitus; Ruine der Kirche, 12. Jahrhundert, Fassade barock; ehemaliges Prioriatsgebäude, Barockbau, bezeichnet 1613 und 1685; Ökonomiegebäude, Alte Scheune; Gesamtanlage | weitere Bilder Fotos hochladen |
| Katholische Kirche St. Martin                                    | Lützingen, Am Kirchberg 11 Lage                                                             | 1829                     | Bruchsteinsaalbau, 1830/31, Architekt Johann Claudius von Lassaulx, bezeichnet 1829 | weitere Bilder Fotos hochladen |
| Wegekreuz                                                        | Lützingen, Herchenbergweg, Ecke Neuwiese Lage                                               | 18. Jahrhundert          | Wegekreuz, Nischentyp, 18. Jahrhundert | weitere Bilder Fotos hochladen |
| Wegekreuz                                                        | Lützingen, am östlichen Ortsrand an der K 69 Lage                                           | 1703                     | Wegekreuz, bezeichnet 1703 | weitere Bilder Fotos hochladen |
| Katholische Kirche St. Vitus                                     | Weiler, Buchholzer Weg 6 Lage                                                               | 1729                     | dreischiffiger Putzbau, 1680 verwüstet, Langhaus von 1729, 1884 verbreitert, Seitenschiffe von 1923, separater Turm                                                                                                  | weitere Bilder Fotos hochladen |